# SAMPA magyar nyelvhez
A SAMPA nyelvfüggő jelölés, ezért nem alkalmas arra, hogy az IPA fonetikai jeleit egyértelműen jelölje. Ennek kiküszöbölésére jött létre az X-SAMPA (valamint a Kirschbaum, mely nem témája ezen cikknek), ami nyelvfüggetlen jelölésrendszert tesz lehetővé. Emiatt ezen táblázat helyett az X-SAMPA magyar nyelvhez táblázat használandó!
Ez a cikk segít leírni a magyar betűk átírását SAMPA formában, amivel nem magyarul beszélőknek (mint amilyen az angol Wikipédia közönsége) le tudjuk írni a szavaink kiejtését.
| Betű | SAMPA | IPA | IPA karakter Unicode neve | Megjegyzések                                            |
| ---- | ----- | --- | ------------------------- | ------------------------------------------------------- |
| A    | A     | ɑ   | LSL Script A              |                                                         |
| Á    | a:    | aː  | LSL A, MLTC               |                                                         |
| B    | b     | b   | LSL B                     |                                                         |
| C    | ts    | ts  | LSL Ts Digraph            |                                                         |
| CS   | tS    | tʃ  | LSL Tesh Digraph          |                                                         |
| D    | d     | d   | LSL D                     |                                                         |
| DZ   | dz    | dz  | LSL Dz Digraph            |                                                         |
| DZS  | dZ    | d͡ʒ  | LSL Dezh Digraph          |                                                         |
| E    | E     | ɛ   | LSL Open E                |                                                         |
| É    | e:    | eː  | LSL E, MLTC               |                                                         |
| F    | f     | f   | LSL F                     |                                                         |
| G    | g     | g   | LSL G                     |                                                         |
| GY   | d'    | ɟ   | LSL Dotless J With Stroke |                                                         |
| H    | h     | h   | LSL H                     |                                                         |
| I    | i     | i   | LSL I                     |                                                         |
| Í    | i:    | iː  | LSL I, MLTC               |                                                         |
| J    | j     | j   | LSL J                     |                                                         |
| K    | k     | k   | LSL K                     |                                                         |
| L    | l     | l   | LSL L                     |                                                         |
| LY   | j     | j   | LSL J                     |                                                         |
| M    | m     | m   | LSL M                     |                                                         |
| N    | n     | n   | LSL N                     |                                                         |
| NY   | J     | ɲ   | LSL N With Left Hook      |                                                         |
| O    | o     | o   | LSL O                     |                                                         |
| Ó    | o:    | oː  | LSL O, MLTC               |                                                         |
| Ö    | 2     | ø   | LSL O With Slash          |                                                         |
| Ő    | 2:    | øː  | LSL O With Slash, MLTC    |                                                         |
| P    | p     | p   | LSL P                     |                                                         |
| (Q)  | k v   | kv  |                           | csak régies és külföldi szavakban                       |
| R    | r     | r   | LSL R                     |                                                         |
| S    | S     | ʃ   | LSL Esh                   |                                                         |
| SZ   | s     | s   | LSL S                     |                                                         |
| T    | t     | t   | LSL T                     |                                                         |
| TY   | t'    | c   | LSL c                     |                                                         |
| U    | u     | u   | LSL U                     |                                                         |
| Ú    | u:    | uː  | LSL U, MLTC               |                                                         |
| Ü    | y     | y   | LSL Y                     |                                                         |
| Ű    | y:    | yː  | LSL Y, MLTC               |                                                         |
| V    | v     | v   | LSL V                     |                                                         |
| (W)  | v     | v   |                           | csak régies és külföldi szavakban                       |
| (X)  | k s   | ks  |                           | csak régies és külföldi szavakban                       |
| (Y)  | i     | i   |                           | legjellemzőbb hangja; csak régies és külföldi szavakban |
| Z    | z     | z   | LSL Z                     |                                                         |
| ZS   | Z     | ʒ   | LSL Ezh                   |                                                         |

Főhangsúly mindig az első szótagon.